# Affiks
Affiks er inden for grammatik (lingvistik) et led (morfem), der føjes til et ord for at danne et nyt ord eller en anden ordform, en afledning.
Affikser kan deles op i præfikser (forstavelser), infikser (mellemstavelser) og suffikser (efterstavelser).
Infiks findes på fx latin, ikke på dansk; men vi kender præfiks og suffiks.

## Affiks på dansk

### Præfiks
Eksempler: ombestemme, efterlade, misvisende, irrelevant

### Suffiks
Eksempler: løsning, eftergivelse, værdiløs, sukkerfri